# 西雅典专区
西雅典专区（希臘語：Περιφερειακή Ενότητα Δυτικού Τομέα Αθηνών），是希腊阿提卡大區的一个专区，包括雅典都会区的中西部。

## 建置沿革
2011年，原雅典州的一部分析置为西雅典专区。西雅典专区包含7个市镇：
- 圣瓦尔瓦拉 (2)
- 圣阿纳伊里-卡马泰罗 (5)
- 艾加莱奥 (6)
- 哈伊扎里 (34)
- 伊利翁 (18)
- 佩里斯特里 (30)
- 佩特鲁波利 (31)